# ノッティンガムRFC
ノッティンガムRFC（英: Nottingham R.F.C.）は、イングランドのノッティンガムに本拠地を置くラグビーユニオンクラブである。スタジアムはレディ・ベイ。RFUチャンピオンシップ（2部）に所属。

## 歴史
1871年創設。
1987年、ナショナル・ディビジョンワン（現・ギャラガー・プレミアシップ）の初年度参加クラブに選ばれる。同年9月5日に行われたモーズリー戦がナショナル・ディビジョンワンの初試合となった。
1991-92シーズン後に降格して以降は、プレミアシップから遠ざかっている。

## 主な所属選手
- セバスチャン・フェレイラ(ドイツ代表)

## 歴代所属選手
- ニール・バック(イングランド代表)
- クリス・ワイレス(アメリカ合衆国代表)
- トム・ヤングス(イングランド代表)
- ジェームス・アレジ(日本代表)
- キャンピージ・マアフ(フィジー代表)
- シェーン・オリアリー(カナダ代表)
- ハリー・ウィリアムズ(イングランド代表)
- アリ・ウィリアムズ(ニュージーランド代表)
- キャメロン・ドラン(アメリカ合衆国代表)
- ウィル・スチュアート(イングランド代表)
- トビー・ウィリアムズ(ドイツ代表)
- オリー・チェサム(イングランド代表)
- エリス・ミー(ウェールズ代表)